# Clara Tott
Clara Tott, también Clara Dett o Clara de Dettingen (Tettingen, c., 1440 - Ib., 1520) fue la esposa del príncipe-elector Federico I del Palatinado.

## Su vida
Clara Tott era hija de Gerhard Tott, empleado en el Ayuntamiento de Augsburgo. Fue dama de honor de la duquesa Anna (1420-1474) y la segunda esposa del duque Alberto III de Baviera-Múnich. Allí trabajó, entre otros, como cantante y comenzó en 1459 una relación amorosa con el príncipe-Elector Federico I del Palatinado.

## Relación/matrimonio
De esta relación, nacieron 2 hijos que en varios documentos se reconocen como legítimos. Sin embargo, no se conoce la fecha exacta del casamiento, ya que el príncipe-Elector optó por mantenerlo en secreto, debido, a su anterior promesa de celibato. Algunas fuentes dicen que fue en el año 1462. En el año 1472, se conocen, por primera vez, de manera pública su casamiento, porque al solicitar su hijo primogénito Federico,  la admisión como clérigo en el monasterio de Speyer y Worms, tuvo que demostrar su origen legítimo. En ese mismo año, y anteriormente en 1470, el futuro Príncipe-Elector Felipe, ya había eximido a su tío, el príncipe Elector Federico I, de su antigua promesa de celibato. Pero en aras de la razón de Estado, se mantuvo este tema en secreto. 
Después de la muerte de su marido en el año 1479, su sucesor, el príncipe-Elector Felipe, la mantuvo en cautiverio durante muchos años, en el Castillo de Lindenfels, para evitar que las relaciones familiares salieran a la luz. Los primeros historiadores se expresan con ambigüedad y muy cuidadosos con el tema, por temor a los poderosos príncipes Palatinos. Incluso historiadores posteriores, continuaron con esta misma ambigüedad.
Solo los historiadores juristas Johann Ludwig Klüber y August Wilhelm Heffter, en el siglo XIX, realizaron una investigación muy detallada, a partir de diversas fuentes, que demuestran un nacimiento dentro del matrimonio, de sus dos hijos y, además, se sostiene que incluso Clara Tott, podría tener un origen noble.

Clara Tott tenía talento musical y trabajó en el diseño de la vida musical en el palacio de Heidelberg. Apoyó a su esposo en la construcción del coro de la iglesia, e influyó en el nombramiento del entonces famoso cantante Johannes von Soest como su director.

## Descendientes
Clara Tott y el príncipe-Elector Federico tuvieron un matrimonio feliz. Sus hijos fueron: 
- Federico de Baviera (* 1460; f. 16 de octubre de 1474); desde 1472 canónigo en el monasterio de Speyer y después en el de Worms. Murió en vida de su padre y descansa, al igual que él, en la Iglesia de los Franciscanos de Heidelberg. Su epitafio, se refiere a él, de forma expresa, como "Hijo del matrimonio del Príncipe-Elector". La lápida, con el retrato de Federico vestido de clérigo, se encontraba aún en 1716 en esta Iglesia. Sin embargo, fue seriamente dañada por los franceses.[6]

- Luis de Baviera (29 de septiembre de 1463-1523). Fue elevado a Conde Imperial el 24 de febrero de 1494 por el Rey de Romanos Maximiliano I. Su padre,  el elector Federico I le dejó el Condado de Löwenstein. Fue el fundador de la casa principesca Löwenstein-Wertheim. Sus herederos, más tarde adquirieron el Condado de Wertheim y fueron elevados al rango de Príncipes del Sacro Imperio Romano.

El príncipe-Elector Federico I reinó hasta su muerte, en representación de su sobrino e hijo adoptivo Felipe, habiendo renunciado a los derechos sucesorios de sus dos hijos con Clara Tott. 